# Lasse Thoresen

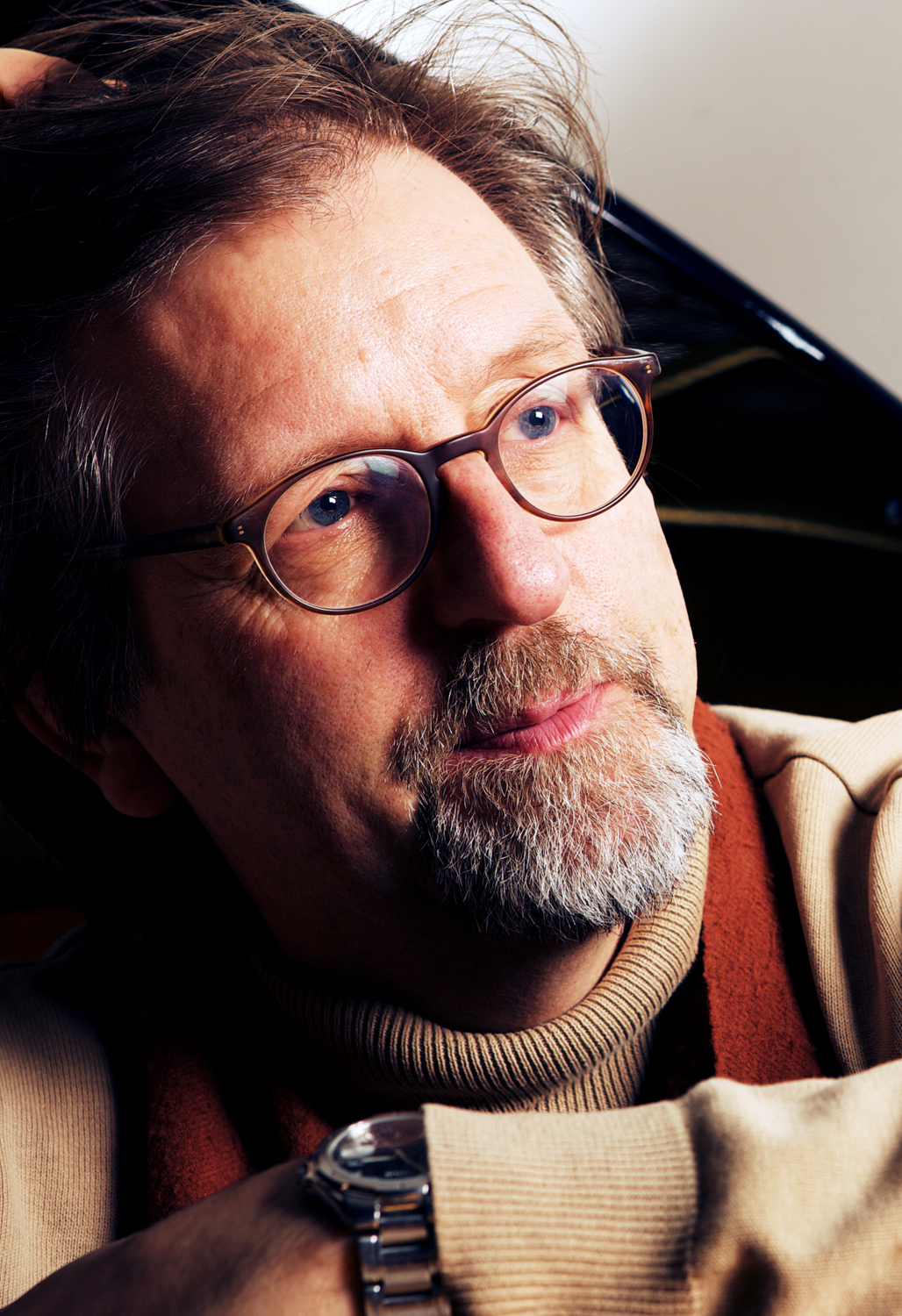
Lasse Thoresen 2010 anlässlich seiner Nominierung zum Nordischen Musikpreis

Lasse Thoresen (* 18. Oktober 1949 in Oslo) ist ein norwegischer Komponist und Musikpädagoge im Bereich der zeitgenössischen klassischen Musik.  Thoresen brachte alte skandinavische Volksmusik mit kontemporären Kompositionstechniken in Verbindung.

## Leben und Werk
Lasse Thoresen spielte seit seiner frühen Jugend Klavier. Sein erstes öffentliches Konzert gab er im Jahr 1967. Er studierte an der Norwegischen Musikhochschule bei  Fartein Valen Musiktheorie und bei Finn Mortensen Komposition. 1972 schloss er dort sein Studium ab. Anschließend absolvierte er Vertiefungsstudien in elektroakustischer Musik bei Werner Kaegi in Utrecht sowie in Musique concrète und Spektralmusik in Paris.
Seit 1975 wirkte Thoresen an der Norwegischen Musikhochschule als Professor für Komposition, Elektroakustik und Sonologie. 2007 war Thoresen Gastprofessor an der ESMUC in Barcelona. In den Jahren 2013 und 2014 lehrte er als Gastprofessor an der McGill University in Montreal.
Thoresen schrieb zahlreiche Auftragsstücke. Das Klavier-Trio Bird of the heart wurde auf dem Internationalen Musikfestival von Bergen 1982 von dem Oslo Trio uraufgeführt. Es wurde im Anschluss daran von zahlreichen Klaviertrios in europäischen und kanadischen Konzertsälen interpretiert. Das Sinfonische Konzert für Violine und Orchester von 1984 wurde in zahlreichen Ländern Europas (auch in Deutschland) aufgeführt. Das Werk Emergence von 1987 wurde von den Osloer Philharmonikern unter ihrem Dirigenten Mariss Jansons auf einer Konzerttournee durch Europa unter anderem in Wien aufgeführt. Drei Jahre in Folge, 2004 bis 2006, war Thoresen Composer in Residence beim Festival Présence, dem großen Musikfestival von Radio France in Paris. 2010 gewann Thoresen mit seinem Vokalsextett Opus 42 den renommierten Nordisk råds musikkpris. Hier wendete er neue Gesangstechniken und die Mikrotonalität an. Dieses Werk ist stark von alter skandinavischer Volksmusik inspiriert. Er schrieb auch spirituelle Musik wie z. B. das Stück zur Eröffnung des Bahai-Weltzentrums am Berg Carmel.
Generell ist das Werk Thoresen beeinflusst von norwegischer Volksmusik, der französischen Spektralmusik, von Harry Partchs Tonsystem der Reinen Stimmung sowie von Thoresens eigenen ethnomusikalischen Studien in Norwegen und in Asien. Seine Werke seit 1985 basieren auf mikrotonalen Prinzipien. Seine Ansätze zur Instrumentierung sind durch Nähe zur Spektromorphologie und zu den Theorien von Pierre Schaeffer gekennzeichnet.  Einspielungen seiner Werke finden sich hauptsächlich bei den norwegischen Labeln Simax und Aurora.

## Werke (Auswahl)
- The Garden op tyekst van Bahai. (1976)
- Carmel eulogies. (1995)
- En broderfolkskonsert. (2005)